# Џерзи (Џорџија)
Џерзи (енгл. Jersey) град је у америчкој савезној држави Џорџија. По попису становништва из 2010. у њему је живело 137 становника.

## Демографија
Према попису становништва из 2010. у граду је живело 137 становника, што је 26 (16,0%) становника мање него 2000. године.
| Група             | 2000.       | 2010.       |
| Белци             | 156 (95,7%) | 129 (94,2%) |
| Афроамериканци    | 5 (3,1%)    | 4 (2,9%)    |
| Азијати           | 0 (0,0%)    | 0 (0,0%)    |
| Хиспаноамериканци | 1 (0,6%)    | 1 (0,7%)    |
| Укупно            | 163         | 137         |